# Cellule d'urgence médico-psychologique
Les cellules d’urgence médico-psychologique (CUMP) constituent, en France, un dispositif sanitaire spécifique de prise en charge précoce des blessés psychiques (ou « impliqués ») dans les situations d'urgence collective : accidents catastrophiques, catastrophes, ou encore attentats. Les CUMP interviennent dans le cadre du SAMU et sont placées sous la responsabilité des Agences Régionales de Santé (ARS). Les CUMP sont départementales et organisées en un réseau national de l'urgence médico-psychologique.

## Mise en place
Les CUMP ont été créées par Xavier Emmanuelli, secrétaire d'État à l'action humanitaire d'urgence, en collaboration avec le Médecin Général Psychiatre des Armées Louis Crocq, sur instruction du président de la République Jacques Chirac à la suite de l'attentat du RER B à Saint-Michel à Paris, le 25 juillet 1995. Leur composition et leur modalité d'intervention ont été définies dans deux circulaires, en 1997 et en 2003, à la suite de la demande des médecins réanimateurs confrontés au traumatisme psychique des sauveteurs (notamment lors des catastrophes comme l'accident ferroviaire de la gare de Lyon en 1988 et la catastrophe de Furiani en 1992).

## Organisation et fonctionnement
La CUMP est déclenchée à l'initiative du SAMU et sur accord du médecin psychiatre coordonnateur CUMP. Celui-ci met alors en place un dispositif d'intervention adapté. Il peut s'agir d'une intervention immédiate, l'équipe de la CUMP pouvant alors se rendre sur les lieux de la catastrophe avec le SAMU, ou bien de l'organisation d'une intervention différée.
Le but est de prendre en charge les « blessés psychique, en état de stress dépassé, choqués, prostrés » lors de catastrophes collectives. La CUMP doit notamment repérer et traiter les personnes qui deviennent un danger pour elles-mêmes, par exemple sous le coup de la panique. La CUMP n'a pas vocation à assurer le suivi prolongé des personnes pour lesquelles cela est nécessaire. Celles-ci sont alors orientées vers des professionnels susceptibles de les prendre en charge.
Les CUMP travaillent étroitement avec les autres forces de secours comme les sauveteurs sociopsychologique de la Protection Civile et de Croix rouge française).
Les CUMP ont une organisation en différents niveaux géographiques (du local au national) assurant une coordination entre les différents niveaux qui permet d'assurer la mobilisations d'un nombre suffisant de volontaires en fonction de l'importance de la catastrophe.

### CUMP Départementale
C'est le maillon de base. Les CUMP sont composées de volontaires, spécialistes du soin psychique (psychiatres, psychologues, aides-soignants et infirmiers ayant une expérience en psychiatrie) spécialement formés à ce type d'urgence.

Pour chaque département, il est établi une liste de volontaire bénévoles, gérée par l'Agence Régionale de Santé. Il s'agit de personnel travaillant pour le service public (hôpitaux publics ou privés assurant une mission de service public) mit à disposition par leur hôpital de rattachement.

De base, les CUMP départementales ne reposent que sur des volontaires mobilisés à la demande et ne disposent pas de personnel permanent. Toutefois, dans les départements présentant un risque particuliers, il peut être instauré une "CUMP renforcée" qui disposant des mêmes moyens en personnel que les CUMP régionales (cf. infra). Par exemple, les Alpes Maritimes disposent de longue date (bien avant les attentats du 14 juillet 2016) d'une CUMP renforcée en raison de la présence d'un aéroport international à fort trafic (3e plus important de France, après les deux aéroport de la région parisienne).

### CUMP Régionale
Chaque région est dotée d'une CUMP permanente gérée par un psychiatre coordonnateur qui est nommé par l'ARS. Elle es basée dans le département abritant le chef-lieu de région. Ce qui signifie que tous les chefs-lieux de région disposent d'une CUMP permanente

Statutairement les CUMP permanentes se voient allouées du personnel dédié: 1 poste de psychiatre (pour le psychiatre coordonnateur) + 1 poste de secrétaire médicale.

Le psychiatre coordonnateur a la charge de tenir à jour les listes de volontaires des départements sous sa juridiction, de répondre aux demandes d'interventions dans ces départements et d'organiser celles-ci en coordination avec les autorités et les services de secours départementaux et régionaux, et de produire un rapport d'activité des CUMP de la région. Dans le cas de CUMP départementale renforcée, donc ayant leur propre psychiatre coordonnateur, ces tâches incombent à ce dernier. Le coordonnateur régional gère les situations dépassant les capacités de la CUMP départementale en organisant des renforts régionaux.

### CUMP zonale
Le psychiatre coordonnateur de la région servant de siège à une Zone de défense et de sécurité assure également la coordination des CUMP au niveau zonal. En conséquence de quoi, le psychiatre coordonnateur d'un siège de zone de défense a forcément 3 « casquettes » : coordonnateur départemental, régional et zonal.

Ces missions sont les mêmes que celles d'un responsable régional mais au niveau zonal.

### Coordonnateur National
Un coordonnateur national est nommé par décret du Ministre de la Santé. Il peut s'agir de n'importe quel psychiatre référent de CUMP. Pas forcément celui d'Ile-de-France, bien que soit actuellement le cas depuis 2013.

Il assure la coordination en cas d'événement exceptionnel nécessitant des renforts extra-zonaux. Par exemple, après les attentats du 14 juillet 2016 à Nice, où il fut anticipé que le dispositif devrait être maintenu plusieurs semaines, nécessitant un nombre important d'intervenant pour afin d'assurer le renouvellement réguliers de ceux-ci. Ou après l'ouragan Irma car les effectifs de la zone Antilles, comprenant seulement Martinique et Guadeloupe, furent rapidement dépassés.

Il est également l'interlocuteur privilégié des autorités nationales concernant les évolutions dans l'organisation et le fonctionnement des CUMP.

## Coordination avec d'autres plans
Dans le cadre d'événements catastrophiques, la CUMP est normalement mise en œuvre en parallèle à un plan d'urgence gérant la catastrophe en elle-même : plan blanc, plan Novi (pour NOmbreuses VIctimes), plan particulier d'intervention, plan Piratox... Les victimes sont envoyées vers la CUMP après triage médical : seules les victimes valides, parfois appelées « les impliqués », sont prises en charge par cette structure, les victimes blessées étant prise en charge par la chaîne médicale.
Lors du tri, les victimes valides sont parfois étiquetées UMP pour « urgence médico-psychologique ».

## Évaluation
Ces interventions étant proposées de manière systématique, on pourrait après une période de recul, demander aux victimes si la présence des psychologues et psychiatres leur a paru souhaitable et utile. Cela a été fait dans un travail de thèse mené de manière rétrospective auprès de rescapés pris en charge à Roissy lors de la crise du séisme du 26 décembre 2004 dans l'océan Indien. Selon ce travail auprès des rescapés revus à 6 mois, l'entretien initial avait eu un effet de soulagement important (15 %) ou partiel (59 %), 97 % avaient jugé l'écoute attentive et disponible, et 65 % le moment adapté.
Selon un groupe de travail présidé par le Pr Didier Cremniter, une catastrophe de moyenne importance provoque 20 à 30 % de symptômes gravement dissociatifs. Les attentats du 13 novembre 2015 ont présenté entre 70 et 80 % de manifestations psychotraumatiques aiguës. Cinq à six mille personnes ont été prises en charge dans les trois semaines qui ont suivi les attentats, et six cents étaient encore suivie un an après.
Du 1er juin au 30 octobre 2015, l'ARS de l'Île-de-France et l'InVS mettent en place une enquête épidémiologique nommée IMPACT (investigation des manifestations traumatiques post attentats et de la prise en charge thérapeutique et de soutien) pour mesurer les conséquences des attentats de janvier 2015 auprès des personnes impliquées et d’appréhender leurs parcours de soins et d’accompagnement. Les conséquences psychologiques des attentats se révèlent lourdes : augmentation de la consommation des substances psychoactives (alcool, tabac, cannabis) dans 20 % des cas, 32 % des personnes ont dû arrêter de travailler et 11 % n'ont pas repris leurs activités professionnelles après six mois, 20 % souffrent de syndrome post-traumatique, 20 % de dépression et 30 % de troubles anxieux. Les personnes prises en charge précocement (durant la semaine qui a suivi les attentats) montrent deux fois moins de troubles que les autres.
À la suite des attentats de novembre 2015, un programme d'étude baptisé « 13-Novembre » est lancé par le CNRS, de l’Inserm et HeSam Université pour suivre 1 000 personnes touchées directement ou indirectement par les attentats du 13 novembre 2015 pendant 10 ans. L'un des volets du programme « 13-Novembre » est l'étude épidémiologique « ESPA 13 novembre » menée par Santé Publique France en partenariat avec l'Université Paris 13 qui vise à examiner de manière longitudinale les conséquences en matière de santé et les parcours de soin des personnes directement confrontées aux attentats, qu'elles soient civiles ou intervenants,

## Critiques de l'évolution des CUMP
Dans un livre publié en 2015, Hélène Romano, ancienne coordinatrice de la CUMP du Val-de Marne, et le psychiatre Boris Cyrulnik dénoncent la sur-utilisation qui est faite des cellules d'urgence médico-psychologique. Leurs griefs sont que les CUMP sont parfois utilisées pour des « non-drames » (ils donnent comme exemples des voyageurs de retour d'un pays étranger où sévit une épidémie de grippe A, des automobilistes bloqués par la neige sur l'autoroute...) Ils s'inquiètent aussi du risque qu'il y a à « psychiatriser la tristesse » : lors d'une mort brutale, le fait de rendre systématique le contact avec un psychologue risque de faire oublier qu'il est naturel d'être triste et que « le deuil n'est pas une maladie. »

## Autres approches
Dans les autres pays d'Europe (Belgique, Espagne) le soutien aux victimes n'est ni médical ni psychologique mais communautaire. Il est réalisé par des volontaires formés au soutien psychosocial.

## Exemples d'interventions

### 2001
- Prise en charge de la population lors de la catastrophe de l'usine AZF de Toulouse, plusieurs cellules mises en place immédiatement (mairie, cellules d'entreprises, dans un hôpital) puis par la CUMP du SAMU plus tard.

### 2004
- Prise en charge des familles des victimes de la catastrophe aérienne de Charm el-Cheikh ;
- crise de Côte d'Ivoire : interventions en France (accueil des rescapés), et en Côte d'Ivoire ;
- séisme du 26 décembre 2004 dans l'océan Indien : interventions en France (accueil des rescapés), en Thaïlande, au Sri Lanka.

### 2005
- Prise en charge des familles des victimes du vol 708 West Caribbean.

### 2006
- Accueil des rapatriés du Liban à l'aéroport de Roissy Charles de Gaulle à l'occasion du Conflit israélo-libanais de 2006.

### 2015
- Attentats du 13 novembre 2015 en France

« A l’hôpital, on m’observe la tête, c’est pas joli mais c’est propre et y a pas de morceau de balle, donc c’est mieux. C’était un tir direct. « J’ai eu 5 mm de chance, en fait ? » « Plutôt 2 mm. » On me fait des points de suture et j’suis moyen bien. Mais on ne me coupe pas les cheveux car ils sont beaucoup trop beaux. On me dit que « sang + sang inconnu = risque de sida », donc je prends une trithérapie pour trois jours, qui va se transformer en un mois si le médecin que je verrai après pense que c’est nécessaire. Je vais faire un scanner. En sortant, je vois la photo de mon crâne. Et de mon cerveau. Et là, je comprends et je pleure en tremblant.
Mes parents sont là. Je vais à la cellule psy. La meuf me dit : « Tu veux me dire ce qui s’est passé ? » Bien sûr que je vais te vomir toute ma version dessus, tu vas pas comprendre, meuf. Finalement, elle me donne un conseil plus approprié : « Vous avez le droit de ne pas tout dire à tout le monde. Et essayez de ne pas trop ressasser. » »

— Louise, rescapée de l'attaque du Bataclan, « Bien sûr que je vais te vomir toute ma version dessus, tu vas pas comprendre, meuf »